# Luisa Richter
Louise Kaelble (Besigheim, Alemania 1928 - Caracas 29 de octubre de 2015), más conocida como Luisa Richter fue una Ilustradora, retratista, dibujante, grabadora, artista del collage y destacada pintora venezolana nacida en Alemania. Alumna de los maestros Hans Fähnle, Rudolf Müller, Fritz Dähn y Willi Baumeister, llega a Venezuela en el año 1952 junto a su esposo, el ingeniero Joachim Richter, y realiza su primera exposición individual en el Museo de Bellas Artes en el año 1959, en esta oportunidad la artista fue alabada por las características de sus obras de tendencias plásticas posguerra.

## Infancia
Sus primeros años de vida transcurrieron en el poblado de Besigheim, pequeña ciudad medieval entre los ríos Neckar y Enz ubicada al sur de Alemania. Animada por su padre, realiza sus primeros acercamientos a la realización artística a la edad de tres años.

## Exposiciones Individuales[5]
- 1959 MBA
- 1960 Galería Buchholz, Bogotá
- 1962 Galería El Muro, Caracas
- 1964 "Dibujos", MBA
- 1965 MBA
- 1967 "Dibujos", Galería XX2, Caracas
- 1968 "Los farsantes", Galería XX2, Caracas
- 1969 "Sobre papel", MBA / "Dibujos, collages", Galería Buchholz, Bogotá
- 1970 "Grafías", Sala Mendoza / "Antenor", MBA
- 1972 La Librería, Sala Mendoza
- 1973 Asociación Cultural Humboldt e Instituto Goethe, Caracas / "Búsquedas", Galería Monte Ávila, Bogotá
- 1974 "Retratos", MBA / Facultad de Arquitectura y Urbanismo, UCV / "Dibujos", Galería Arte/Contacto, Caracas
- 1975 Sala Mendoza
- 1976 "Louise Richter", MBA
- 1977 Centro de Arte Euroamericano, Caracas / Galería Cruz del Sur, Caracas
- 1978 Galería Durban, Caracas / Galería Durban, Madrid
- 1979 Galería El Callejón, Bogotá / Galería Lutz, Stuttgart, Alemania / Galería Loehr, Fráncfort, Alemania
- 1980 Galería Serra, Caracas / "Flächenräume und Spiegelungen", Rathaus, Stuttgart, Alemania
- 1981 "Planos y reflejos", MACC / "Oelbilder-Collagen", Galería Ruchti, Colonia, Alemania / "Vivencias", Galería de Arte Ingeniero Rolando Oliver Rugeles, Mérida
- 1982 Galería Durban, Caracas / "Collages de Luisa Richter", Galería Viva México, Caracas
- 1983 "Gente", Galería Siete Siete, Caracas / Galería Roosenhaus, Hamburgo, Alemania
- 1984 "Hojas de mi diario", Galería Félix, Caracas
- 1985 "Cosecha de juegos", Galería Viva México, Caracas / Centro Venezolano Colombiano, Bogotá / Museo Nacional de Artes Plásticas y Visuales, Montevideo / "Juegos eróticos", Los Espacios Cálidos
- 1986 Centro Cultural San Martín, Buenos Aires / Galería Roosenhaus, Hamburgo, Alemania / "Selección antológica y obra reciente", Centro de Arte Euroamericano, Caracas
- 1987 Galería Arte Hoy, Caracas
- 1988 "Transrealidades", Galería Durban, Caracas
- 1989 Galería Peter Fischinger, Stuttgart, Alemania / "Estancias intangibles", Galería de Arte Gala, Valencia, Edo. Carabobo
- 1990 "30 años de pintura de Luisa Richter", Galería Astrid Paredes, Caracas
- 1991 "Collages de Luisa Richter", Galería Durban, Caracas
- 1992 Galería Peter Fischinger, Stuttgart, Alemania
- 1993 "Desde el informalismo", Galería Durban, Caracas / "Retratos", Galería Félix, Caracas / "Sobre el balancín de la libertad", Asociación Cultural Humboldt e Instituto Goethe, Caracas
- 1994 "Fugas y variaciones", TAGA / "Los escenarios de la visibilidad", Sala Mendoza / "Percepciones palpables", Galería Plaza Marina, Madrid
- 1995 Galería Angelika Harthan, Stuttgart, Alemania
- 1996 Kunstverein Springhornhof Neuenkirchen, Lüneburger Heide, Alemania
- 1997 "Formas de componer", MBA / "Contemporaneidad de lo posible (permanente)", Biblioteca Central, USB / Galerie der Stadt, Sindelfingen, Alemania / Galería Barsikow, Berlín
- 1998 "Bilder aus Venezuela", Deutsche Welle, Colonia, Alemania / "Poesie über Grenzen", Instituto Iberoamericano, Berlín / Casa de la Cultura, Antigua Municipalidad, Berlín / Galería Barsikow, Berlín
- 1999 "Larga travesía", Galería Medicci, Caracas / "Collages", Galería Barsikow, Berlín / "Homenaje a Alexander von Humboldt: Luisa Richter como representante de dos continentes", Instituto Iberoamericano, Berlín / Casa de Cultura Iberoamericana, Colonia, Alemania
- 2000 "Contemporaneidad de lo posible (con variaciones)", Biblioteca Central, USB / Galería Braulio Salazar
- 2001 "Hojas de mi diario", Museo Cruz-Diez / "Intimidad de una reflexión", Galería Medicci, Caracas
- 2002 Galería Medicci, Caracas / "Los recuerdos se hacen presentes", IVIC
- 2003 Asociación Cultural Humboldt e Instituto Goethe. Caracas, Venezuela
- 2003 IESA. Caracas, Venezuela
- 2004 Galería Medicci. Caracas, Venezuela
- 2006 Galería de la Ciudad Bietigheim - Bissingen, Alemania
- 2007 Galería de Arte Ascaso. Caracas, Venezuela
- 2009 Asociación Cultural Humboldt e Instituto Goethe. Caracas, Venezuela
- 2009 Galería Medicci. Caracas, Venezuela

## Premios[5]
- 1952 Premio de Arte Juvenil, Wurtemberg, Alemania
- 1959 Premio José Loreto Arismendi, XX Salón Oficial
- 1960 Premio de dibujo, "Segunda exposición nacional de dibujo, grabado y monotipo", Facultad de Arquitectura y Urbanismo, UCV
- 1963 Premio Puebla de Bolívar, XXIV Salón Oficial
- 1964 Premio Emil Friedman, XXV Salón Oficial
- 1966 Primer premio de grabado, "Octava exposición nacional de dibujo y grabado", Facultad de Arquitectura y Urbanismo, UCV
- 1967 Premio Nacional de Dibujo y Grabado, XXVIII Salón Oficial
- 1982 Premio Nacional de Artes Plásticas y Educación, Caracas
- 1993 Premio Imagen de Don Andrés Bello, Bogotá
- 2000 Primer Premio, II Bienal de Artes Gráficas, Museo de la Estampa y el Diseño. “Calos Cruz Diez”, Caracas.
- 2002 Cruz de Caballero de la Orden del Mérito de La República Federal de Alemania, concedida por el presidente de esa República
- 2004 Premio Musa del Parnaso
- 2008 Orden Pedro Ángel González, Caracas
- 2008 Se Crea el Premio de Artes Plásticas Luisa Richter en la Ciudad de Besrgheim, Alemania.
- 2010 Recibe el título de doctorado honoris causa otorgado por la Universidad Simón Bolívar. Caracas, Venezuela.
- 2010 Recibe el Premio Asociación Internacional de Críticos de Arte (AICA), Caracas.